# Línea troncal
En el ámbito de las telecomunicaciones, y más concretamente, en el de los servicios de telefonía empresarial, una línea troncal es un enlace que interconecta las líneas internas de una centralita telefónica, concentrando y unificando varias comunicaciones simultáneas en una sola señal para un transporte y transmisión a distancia más eficiente (generalmente digital) y poder establecer comunicaciones con otra centralita o la red exterior que las intercomunica.
Una centralita telefónica privada o PBX puede utilizar múltiples líneas troncales para permitir intercomunicarse con otras centralitas privadas (de la misma compañía) en ubicaciones remotas y a su vez dirigir las comunicaciones hacia la red telefónica, como haría utilizando una sola línea troncal. Generalmente las líneas troncales de los PBX son enlaces digitales E1 y T1 que soportan hasta 30 canales (líneas) de voz por enlace[cita requerida]. 
Las centralitas telefónicas de gran escala usadas por las compañías proveedoras de teléfono[¿cuál?], utilizan en sus líneas troncales cables de fibra óptica tanto para como enlaces primarios como para los que requieren mayor capacidad de transmisión (léase ancho de banda); así como los que requieren mayor accesibilidad geográfica se basan en enlaces satelitales o radioenlaces.[cita requerida] Bien es cierto que a día de hoy[¿cuándo?] la naturaleza del tráfico que dichas compañías manipulan no se limita al de telefonía clásica (voz), sino que de hecho la tendencia en las operaciones cotidianas de estas compañías parece cada vez más decantarse por la distribución y encaminamiento de tráfico de datos (tanto agregado desde células de telefonía móvil, ámbito en el que el uso de conexiones de datos (mediante conmutación de paquetes) es actualmente mayoritario; como el agregado de los bucles locales en las centrales dedicadas, donde convergen los puntos de salida a Internet para las líneas de acceso a éste por los abonados; como otros servicios domésticos de reciente ubicuidad (p.e. de televisión de pago, normalmente servida a través del mismo medio que la conexión a Internet)[cita requerida].  
También es considerado como un servicio que trata de lo mismo: enlazar una sede con la red de teléfono pública para tener una infraestructura telefónica más sólida[cita requerida]. Usualmente es utilizado por empresas y va conectada a su propia central telefónica, lo cual le permite tener una mejor administración de las llamadas[cita requerida]. Rebajando además el coste de uso y aumentando la eficiencia: una línea troncal de enlace digital E1 utiliza uno o dos pares de cable para dar soporte a hasta 30 líneas (siendo posible mantener conferencias de voz simultáneas en todas ellas) comunicadas con la red exterior; con el sistema de líneas telefónicas convencionales se necesitarían 30 pares de cobre independientes –uno para cada una de las 30 líneas. 
Las empresas de telecomunicaciones hoy en día prefieren realizar este tipo de instalación a nivel corporativo para que la central privada, o PBX, funcione con total autonomía. Una troncal SIP es una herramienta basada en internet que le permite ahorrar recursos a las empresas. 
- Datos: Q5987930